# Speed Pop
Speed Pop è il secondo album in studio del gruppo rock giapponese Glay, pubblicato nel 1995.

## Tracce
1. Speed Pop (Introduction) - 1:20
2. Happy Swing - 5:12
3. Kanojo no "Modern..." (彼女の "Modern…"?) - 4:29
4. Zutto Futari de... (ずっと2人で…?) - 7:06
5. Love Slave - 4:17
6. Regret - 4:53
7. Innocence - 6:16
8. Freeze My Love - 5:33
9. Manatsu no Tobira (真夏の扉?) - 5:07
10. Life -Tooi Sora no Shita de- (Life ～遠い空の下で～?) - 6:53
11. Junk Art - 4:34
12. Rain - 6:45

## Formazione
- Masahide Sakuma - mandolino, sassofono, tromba, organo, sintetizzatore, chitarre (2-8, 11), arr. archi (1-11), programmazioni (1-11)
- Soul Toul - batteria (2, 4-6, 8, 11)
- Masafumi Minato - batteria (3, 7)
- Akira - batteria (9, 10)
- Mike Baird - batteria (12)
- Yūji Kawashima - sintetizzatore (9, 10)
- Masami Tsuchiya - chitarra elettrica (9, 10)
- Yoshiki - piano, arr. archi (12)